# Kościół Niepokalanego Poczęcia Najświętszej Maryi Panny w Ostródzie
Kościół Niepokalanego Poczęcia NMP w Ostródzie – świątynia neogotycka, jedna z dominant w panoramie miasta.

## Historia
Pierwszą świątynią parafialną w Ostródzie był gotycki kościół na Starym Mieście (obecnie pw. św. Dominika Savio). Od wprowadzenia w 1525 r. reformacji w Prusach Książęcych aż do zniszczenia w 1945 r. był on świątynią ewangelicką. Nabożeństwa dla katolików – głównie dla żołnierzy – w Ostródzie były odprawiane ponownie od 1834 r., zaledwie 2 razy do roku. Stałym duszpasterzem został z ramienia diecezji chełmińskiej ks. Szczepan Keller, który pierwszą mszę odprawił dla 50 uczestników 23 października 1853 r. Początkowo nie było stałej kaplicy, a od następnego roku nabożeństwa odprawiano w zamku.
Poświęcenie kamienia węgielnego pod kościół pw. Niepokalanego Poczęcia Najświętszej Marii Panny miało miejsce 28 sierpnia 1856 roku, a gotowej budowli 20 grudnia 1857. Autorem projektu był Vincenz Statz, wybitny architekt niemiecki z Kolonii, autor szeregu świątyń w Niemczech i w Austrii (w tym nowej katedry w Linzu). Fundusze uzyskano z Towarzystwa śś. Bonifacego i Wojciecha, wspierającego katolicką diasporę, ponieważ jednak okazały się niewystarczające, realizacja nastąpiła w zredukowanej formie, m.in. bez wieży. Wymiary pierwszej świątyni wynosiły 25 x 16 m.
W 1861 r. dotychczasową stację misyjną przekształcono w parafię, której pierwszym proboszczem został ks. Teofil Gierszewski. Od końca XIX w. działały przy niej liczne bractwa i stowarzyszenia, w 1900 r. w Ostródzie osiadły Siostry Elżbietanki. Rozbudowa kościoła do obecnej postaci nastąpiła w latach 1910-1913 (według projektu Fritza Heitmanna z Królewca), dodano wówczas wieżę, konsekracja miała miejsce w 1923 r. Po I wojnie światowej wielu katolików przeniosło się do Polski, a w 1924 r. parafię włączono do diecezji warmińskiej. W latach 1928–1941 istniała szkoła katolicka. Po II wojnie światowej kościół był gruntownie remontowany w latach 80. XX w. W związku ze zmianami ludnościowymi w mieście powstały dalsze parafie rzymskokatolickie.

## Architektura i zabytki
Kościół, zbudowany na wzgórzu górującym nad starym centrum i jeziorem, jest budowlą ceglana, neogotycką. Jest świątynią trójnawową, halową, z pięciobocznie zamkniętym prezbiterium i wieżą od strony płd. We wnętrzu gwiaździste sklepienie podtrzymywane jest przez okrągłe filary. Przed rozbudową był krótszy o 2 przęsła zachodnie, a zamiast 54-metrowej wieży miał tylko małą wieżyczkę w fasadzie. Zewnętrzną bryłę ożywiają jasno tynkowane blendy trójkątnego szczytu zachodniego i wieży. Również wyposażenie wnętrza jest neogotyckie. 18-głosowe organy pochodzą z 1892 r. (firma Gobel, d. Terletzki z Królewca). Ołtarz główny, ołtarz Matki Boskiej Częstochowskiej (dawniej św. Józefa), ambona, stacje Drogi Krzyżowej, konfesjonały i ławki powstały na początku XX w. Witraże, przedstawiające Jezusa Miłosiernego, Matkę Boską z Dzieciątkiem, 4 Ewangelistów, św. Józefa, św. Elżbietę i św. Cecylię wykonała głównie firma Joseph Schneider z Ratyzbony w latach 1913-1915, niektóre noszą polskie napisy fundacyjne. W latach 1924–1925 wzniesiono ołtarz Serca Jezusowego. Duży barokowy obraz przedstawiający Zwiastowanie pochodzi z Grudziądza. Najcenniejszym zabytkiem kościoła jest rzeźba Pietà, gotycka drewniana figura o niezwykłej ekspresji. Powstała w końcu XIV w. Około 1914 r. została przeniesiona z Gietrzwałdu na Warmii, jednak jej pierwotne miejsce przechowywania nie jest znane.
Sam kościół 13 lutego 2023 r. został wpisany do rejestru zabytków województwa warmińsko-mazurskiego (pod numerem A-4724).